# Kewevikopaya
Kewevikopaya (Kewevkapaya, ili "people of the east", Southeastern Yavapai. Ranije nazivani Nijoras), jedan od tri glavna ogranka Yavapai Indijanaca, koje čine zajedno sa skupinama ranije nazivanim Cruzados (Northeastern Yavapais ili Yavepe) i Tejunas (Western Yavapais ili Tolkepaya). 
Gifford Kewevikopaye dijeli na dvije glavne bande među koje prvo navodi Walkemapa locirani između Miamia i Phoenixa i Wikedjasapa duž Apache Traila između Phoenixa i Roosevelt Dama koji se dalje sastoje od raznih podbandi. Podbanda Ilihasitumapa, je obitavala u planinama Pinal, a pripadala je u Walkamepe. Među Wikedjasapama Gifford navodi pod-bande Amahiyukpa u visokim planinama na zapadnoj strani Rio Verde i to upravo sjeverno od Lime Creeka, nasuprot teritoriju klana Yelyuchopa. Atachiopa, u planinama zapadno od Cherryja; Hakayopa u Sunflower Valleyu, južno od Mazatzal Peaka, visoko u planinama Mazatzal i zapadno od Fort Renoa u Tonto Basinu; Hichapulvapa u planinama Mazatzal južno od East Verde Rivera i zapadno od North Peaka i Mazatzal Peaka.
Ostale podbande ili klanovi zastupljeni su i među Walkemapama i Wikedjasapa, to su: Iiwilkamepa čija je domovina bila između Superstition i Pinal Mountainsa; Matkawatapa, koji su nastali miješanjem Walkemapa i Apača iz Sierra Anche; Onalkeopa, u planinama Mazatzal,u kraju između klanova Hichapulvapa i Yelyuchopa, ali kasnije migriraju na jug u zemlju bande Walkemapa; Yelyuchopa, u planinama Mazatzal između teritorija klanova Hakayopa i Hichapulvapa. Naziv Cuercomache označavao je selo s Diamond Creeka blizu Grand Canyona rijeke Colorado. Amanyiká je bilo glavni kamp Wikedjasapa južno od Salt Rivera. 

## Vanjske poveznice
- "Jerome, Arizona. The Early History"  Arhivirana inačica izvorne stranice od 6. srpnja 2010. (Wayback Machine)
- Nijoras